# くにまるジャパン
『くにまるジャパン』は、文化放送のラジオ番組。2010年10月4日開始。

## 概要
『野村邦丸のごきげん!二重丸◎』、『くにまるワイド ごぜんさま〜』に引き続いて、野村邦丸が担当する。
『ごぜんさま〜』をベースに、コーナー名のリニューアルを行ったうえで、放送を開始した。また、11時台・12時台は「くにまるジャパン もっと」と題して、『寺島尚正 ラジオパンチ!』の一部を、リニューアルした内容となっている。
『ごぜんさま〜』は野村単独で進行していたが、当番組は各曜日別のパートナーが付いている。
2011年4月20日の放送では、東日本大震災で大きな被害があったにもかかわらず、東京からはあまり情報が入ってこない、関東地方では被害の大きかった茨城県の実情を知るため、元茨城放送アナウンサーの野村が茨城放送のスタジオから、吉田涙子アナは文化放送第3スタジオからの出演という形で放送した。
また、2013年3月11日には、おながわさいがいエフエムのスタジオから放送を行った。
2016年10月3日からは、「くにまるジャパン 極」（くにまるジャパン きわみ）に番組タイトルを変更。番組の内容、コーナーを一部リニューアルして、全曜日のパートナーを鈴木純子が務める。

## 放送時間の変遷
| 期間       | 期間       | 放送時間（日本時間）               |
| ---------- | ---------- | ---------------------------------- |
| 2010.10.04 | 2013.03.29 | 月曜 - 金曜 08:30 - 13:00（270分） |
| 2013.04.01 | 2016.09.30 | 月曜 - 金曜 09:00 - 13:00（240分） |

## 出演者

### パーソナリティ
- 野村邦丸（元文化放送アナウンサー） 2017年1月31日を以って定年退職してフリーとなる。

### パートナー
※安西、久保以外は全て、文化放送アナウンサー（前職を含む）。
- （月） 加納有沙（元文化放送アナウンサー。2013年4月4日 - 2014年9月25日まで、木曜日担当。2014年8月6日 - 9月24日まで、水曜日担当。2014年10月6日より、月曜日担当）
- （火） 鈴木純子（2010年10月5日 - 2012年1月31日。2012年6月5日 - ）
- （水） 小尾渚沙（2015年4月1日 - ）
- （木） 八木菜緒（2015年4月2日 - ）
- （金） 西川文野（2015年10月2日 - ）
- 過去のパートナー
  - 石川真紀（月曜日担当　2010年10月4日 - 2014年9月22日。水曜日担当　2014年9月29日 - 2015年3月25日）
  - 安西真実（火曜日担当　2012年2月7日 - 2012年5月29日。産休のため、一時降板した鈴木純子の代役）
  - 吉田涙子（水曜日担当　2010年10月6日 - 2014年7月30日。文化放送アナウンサー（当時）。放送事業局 制作部 → 報道スポーツ センターへ異動のため、降板）
  - 石田絵里奈（木曜日担当　2010年10月7日 - 2013年3月28日。文化放送アナウンサー（当時）。退社のため、降板）
  - 久保純子（木曜日担当　2014年10月2日 - 2015年3月26日）
  - 伊藤佳子（金曜日担当　2010年10月8日 - 2015年9月25日）

### コメンテーター
※ オープニングから「深読みジャパン」までの出演。村田以外は「ごぜんさま〜」からの続投。
- （月） 河合薫
- （火） 吉崎達彦
- （水） 二木啓孝
- （木） 伊藤惇夫
- （金） 週代わり
  - 1週目、3週目、5週目 佐藤優（3週目は、2011年3月18日より出演）
  - 2週目 えのきどいちろう
- 過去の出演者
  - 村田信之（金曜日　第3週担当　2010年10月15日、11月19日、2011年1月21日、2月18日）[注 4]
  - 立川志らく（金曜日　第4週担当　2010年10月22日 - 2014年3月28日）

### レポーター
- ダブルネーム
- くにまるガールズ（仮）（信江勇、山本麻貴）

## 番組コーナー
- オープニング（9:00〜）

野村とアシスタント、コメンテーターのフリートークである。
- 深読みジャパン（9:10〜）

日替わりのコメンテーターが登場して、独自のテーマを展開する。「きょうのごぜんさま〜」と同形式。
- お天気・気象転結（9:35〜）（担当:月〜水 伊藤佳子 木・金 鈴木純子）
- 交通情報（警視庁）（9:37〜）
- 文化放送ラジオショッピング（9:40〜）
- 得々情報（9:45〜）

（月） くにまる・野崎のヒガシマル うすくち道場 ※RKBラジオにもネット（日曜 11:05〜。2011年4月4日〜）
（火） 暮らしインフォメーション ホームワン法律相談室
（水） 第一興商 DAM 歌のインフォメーション ※月代わりで、演歌歌手が出演して、新曲のプロモーションを行う
（木） BOAT RACE ストーリー
（金）楽 しく学べる 田中ゴールドラッシュ（2011年7月1日〜）
- 天気予報（9:50〜）
- 交通情報（警視庁）
- 毎日なっとく! くにまるジャパン（9:55〜）（11:05〜）

コメンテーターの話から、クイズが出題される。「毎日なるほど くにまるドン!」と同内容。
2011年2月28日〜2012年3月2日まで、「毎日ちゃんぽん! くにまるジャパン」と、コーナータイトルが変更され、リンガーハットが、提供スポンサーに付いた。ただし、提供CM枠は、9時台のみ。
- 文化放送ニュース（10:00〜）
- ディスカバー・ジャパン（10:05〜）

（月） 新発見・再発見 くにまる○○○○塾（2014年3月31日〜）
（火） アクティビスト ジャパン 社会運動家や経営者が登場して、話をする
（水） デイトライン東京 英BBCの番組『Dateline London』を踏襲したコーナー。在京外国人特派員から見た、日本の姿を語る
（木） おもしろ人間国宝
（金） クイズレストラン ジャポネ 聴取者参加のクイズコーナー。毎月1回は、スナック ジャポネとなる（担当：太田英明、コーナーゲストが月毎に変わる）
- お天気・気象転結（10:25〜）
- 交通情報（警視庁）
- お気楽! 野村係長（10:30〜）
- ジャパネットたかた ラジオショッピング（10:37〜）（2013年4月1日〜）
- ラジオ・サロンdeくにまる（10:42〜）

週代わりで、ゲスト（基本的に芸能人）を呼んで、話を聞く。「邦流」と同形式。歌手がゲストの週は後半に歌を流す時がある。一部のNRN系列局に、テープネットされている。
- 天気予報（10:55〜）
- 交通情報（JARTIC埼玉 → 警視庁）
- ヘッドライン ニュース（11:03〜）
- くにまる名曲辞典（11:05〜）
- 千葉ロッテマリーンズ インフォメーション（月 11:10〜）（2011年4月4日〜）

千葉ロッテマリーンズの最新情報を紹介する。ただし、ナイターオフシーズンとなる11月〜3月は放送せず、コーナーは休止となる。
「ごぜんさま〜」では、得々情報の月曜コーナーとして放送していたが、当時間帯に移行した。
- シルクと邦丸のべっぴん塾（火 11:10〜）（2010年11月16日〜）

シルクと野村が、美容に関する情報を紹介する。2009年のナイターオフに放送されていた『センパツ!』内のコーナー「シルクと綾子のべっぴん塾」を、パートナーを野村に変えて、そのまま移行した物。
- サントリーウェルネスPresents くにまる健康相談室（木 11:10〜） ※ABCラジオにもネット（日曜 7:35〜）

健康に関する、リスナーからの質問に、サントリーウェルネスの健康アドバイザー 廣瀬奈加子が答える。
- 小谷実可子のKEEP DREAMING（金 11:10〜。2012年4月6日〜）

2011年のナイターオフに放送されていた『SET UP!』から、当番組へ枠移動。
- 天気予報（11:23〜）
- 交通情報（警視庁）
- くにまる情報局（11:27〜）（2011年10月3日〜）
- 氷川きよし節（11:35〜）（2013年4月1日〜）

『夕焼け寺ちゃん 活動中』（2010年10月4日〜2013年3月29日）から、当番組へ枠移動。
- 渡辺徹 家族の時間（11:45〜）（2015年3月30日〜）
- 天気予報（11:53〜）
- 交通情報（警視庁）
- ランチタイム ニュース（12:01〜12:07）

『お昼のニュース・パレード』から続く昼ニュース枠（NRN）。西日本放送、四国放送、宮崎放送、北日本放送にネットしている。祝日特番等で文化放送が休止の場合も、ネット局向けに裏送りを行う。
月、水：八木菜緒 ／ 火：室照美 ／ 木：小尾渚沙 ／ 金：伊藤佳子（裏送り等の場合はイレギュラーとなることもある）
- キッカケ・ジャパン（12:08〜）

（月）本屋さんへ行こう!（2014年4月〜）（2010年10月〜2014年3月は火曜日）
（火）スポーツ情熱列島（2014年4月〜）（2010年10月〜2014年3月は月曜日）
（水）洋楽ジャパン（2012年11月7日〜）
（木）くにまるレポーターズ（2014年4月〜）
（金）くにまるジャパン探訪
- 天気予報（12:25〜）
- 交通情報（警視庁）
- 防災一口メモ（12:30〜）
- なるほどジャパン（12:32〜）（2011年1月5日〜）

2011年1月4日までは、「ラジオに出たい人 いらっしゃ〜い!」のタイトルで、放送。
- 首都圏ジャパン（12:45〜） 首都圏の交通情報（埼玉 → 千葉 → 神奈川、全てJARTIC情報提供）・イベント情報を紹介。『寺島尚正 ラジオパンチ!』の「首都圏パンチ」と同内容。
- エンディング、「毎日なっとく! くにまるジャパン」の正解、当選者の発表（12:53〜）

### 過去のコーナー
- コメンテーター・ジャパン（2010年10月4日〜2013年3月29日）
- ビジネス最先端マガジン（2010年11月15日〜2013年3月29日）

文化放送アナウンサーが、隔週交代で担当。
2013年4月1日より、『福井謙二 グッモニ』に枠移動。
- レースガイド（2010年10月4日〜2013年3月29日）

2013年4月1日より、『福井謙二 グッモニ』に枠移動。ビジネス最先端マガジンと同様。
- マイクの記憶（2010年10月4日〜2013年3月29日）

文化放送の音声ライブラリーに保管されている、貴重な音声を紹介する。三島由紀夫が1970年に、市ヶ谷駐屯地へ乱入した際の演説も紹介された。
東日本大震災の発生により、2011年3月14日〜5月13日まで休止していたが、5月16日より再開。
- くにまるメールボックス（2010年10月4日〜2013年3月29日）
- 得々情報

（月） 魅力満載! 青森スーパー・エクスプレス（〜2010年12月27日）
（月） ゆるり青森漫遊記（2011年1月17日〜3月28日）
（金） くにまる プレゼントキューピッド（〜2010年11月26日）
（金） ○×（まるばつ）ジャパン（2010年12月3日〜12月31日）
（金） ミルクポチャン（2011年1月7日〜6月24日）
- ディスカバー・ジャパン

（月） ラジオ白熱教室〜真実の話をしよう〜（2011年10月4日〜2014年3月24日）
- ラジオ・バイオグラフィー〜5冊のアルバム（2011年10月4日〜2015年3月27日、地方局にもネットしていた）
- （月） ディズニーの大人旅（2011年2月21日〜3月7日）
- （金） くにまるパドック 鈴木淑子の中央競馬 今週のイチ番（2010年10月8日〜2011年10月7日）

コーナー自体は、「ごぜんさま〜」から放送していた。
- 浜松町コレクション（2010年10月4日〜2013年3月29日）
- クラウンレコード1万円クイズ（2010年10月4日〜2011年3月30日）

番組自体は、「ごぜんさま〜」から放送していた。
- Blendy stick Presents ホッとひと息 スティックブレイクジャパン（2011年1月4日〜9月30日）
- 大垣尚司と残間里江子の大人ファンクラブ（2011年4月4日〜2012年3月30日）

残間里江子は、月 - 木曜の出演。毎週金曜日は、水谷加奈（文化放送アナウンサー）が出演。
金曜は、前身番組のアクティブシニアの住みかえ大作戦!から継続して、大垣尚司と水谷加奈のコンビで放送していた。
2012年4月8日より、独立番組として日曜朝9:30 - 9:55に枠移動。
- みんなのまごにっき（2012年4月2日〜2013年9月27日）
- 純喫茶・谷村新司（2010年10月4日〜2013年3月29日）
- Blendy stick ブレイクタイム
- キッカケ・ジャパン

（水） エキゾチック・ジャポン（2010年10月4日〜2012年10月31日）